# Dendrobium parvifolium
Dendrobium parvifolium är en orkidéart som beskrevs av Johannes Jacobus Smith. Dendrobium parvifolium ingår i släktet Dendrobium, och familjen orkidéer. Inga underarter finns listade i Catalogue of Life.